# 鑽石山站公共運輸交匯處
22°20′27″N 114°12′07″E / 22.3407°N 114.2020°E
鑽石山站公共運輸交匯處（英文：Diamond Hill Station Public Transport Interchange），又稱鑽石山站巴士總站（英文：Diamond Hill Station Bus Terminus），位於香港黃大仙區大磡龍蟠街3號荷里活廣場地下，於1997年11月2日啟用。現時有8條巴士線以此為總站，另外亦有9條巴士線途經本站及本站對面的巴士分站。

## 歷史
本總站有一段頗長的歷史，早於1979年，九龍巴士91M線亦於本站附近為總站，但已於1983年遷往彩虹（即現今的坪石公共運輸交匯處）。早期的1997年，過海隧巴671線因本總站未啟用而臨時以鳳德街為總站。
由於鑽石山站公共運輸交匯處鄰近連接沙田區小瀝源的大老山隧道，部份途經該隧道往返新界東及大埔區的巴士線往沙田及大埔方向均以此站作為九龍區的最後一個中途站，加上多條往返西貢區的巴士線以此站為總站，故此站已成為前往新界東的重要交通樞紐，亦成為黃大仙區內最具規模的巴士總站，在九龍區有一定地位。

## 總站路線資料（巴士）

### 九龍巴士3S線
- 鑽石山站 ↺ 鑽石山墳場

本線只於清明節及重陽節行走，另站位位於龍蟠街。

### 九龍巴士11線
- 鑽石山站 ↔ 九龍站

途經黃大仙、新蒲崗、九龍城、馬頭圍、土瓜灣、紅磡及佐敦。

### 九龍巴士91、91A線
- 91:清水灣 ↔ 鑽石山站

途經大磡、牛池灣、井欄樹、壁屋、香港科技大學、大埔仔、孟公屋及大坳門。
- 91A:鑽石山站→清水灣

途經牛池灣、打鼓嶺新村、及大坳門，只於上午繁忙時間班次以此站為起點站，下午繁忙時間班次則以彩虹邨紅萼樓為終點站並不入此站。

### 九龍巴士91M線
- 寶林 ↔ 鑽石山站

途經大磡、新蒲崗、牛池灣、井欄樹、壁屋、香港科技大學、大埔仔、坑口及景林邨。

### 九龍巴士91P線(上午班次)
- 鑽石山站 →  香港科技大學（北）

途經牛池灣、井欄樹、壁屋及香港科技大學。本線只於平日繁忙時間行走，只於上午繁忙時間班次以此站為起點站，下午繁忙時間班次則以彩虹站（即坪石公共運輸交匯處）為終點站並不入此站。

### 九龍巴士92線
- 西貢 ↔ 鑽石山站

途經志蓮淨苑、彩虹邨、牛池灣、順利邨、井欄樹、壁屋、南圍、蠔涌、白沙灣、翠塘花園及西貢大會堂。

### 九龍巴士96R線
- 鑽石山站 ↔ 黃石碼頭

途經牛池灣、清水灣道、西貢公路、西貢市中心、大網仔路及北潭涌，本線只於假日行走。

### 九龍巴士272S線
- 鑽石山站 ↔香港科學園

本線只於平日繁忙時間行走。

### 過海隧道巴士671、671X線
- 671:鴨脷洲（利樂街） ↔ 鑽石山站

途經九龍灣、觀塘、北角、銅鑼灣、黃竹坑、利東邨及海怡半島。
- 671X:鴨脷洲（利樂街） → 鑽石山站（只供落客，不設回程）

## 總站路線資料（專線小巴）

### 九龍區專線小巴19線（特別班次）
- 富山 ↔ 鑽石山站

### 九龍區專線小巴19M線
- 鑽石山站 ↔ 慈雲山（沙田坳邨）

### 九龍區專線小巴33A線
- 海港花園／瓊麗苑 ↔ 鑽石山站

### 九龍區專線小巴70線
- 鑽石山站 ↔ 維港灣

### 九龍區專線小巴70A線
- 鑽石山站 ↔ 奧運站

## 途經路線資料（巴士）

### 九龍巴士61X線
- 屯門市中心 ↔ 九龍城碼頭

本線只於前往九龍城停靠本站，分站位於龍蟠街。

### 九龍巴士74B線
- 九龍灣 → 大埔中心

本線只於前往大埔停靠本站。

### 九龍巴士74X線
- 大埔中心 ↔ 觀塘碼頭

本線只於前往大埔停靠本站。

### 九龍巴士75X線
- 富善邨 ↔ 九龍城碼頭

本線只於前往大埔停靠本站。

### 九龍巴士82X線
- 濱景花園 ↺ 黃大仙

本線只於前往沙田停靠本站。

### 九龍巴士84M線
- 富安花園 ↔ 樂富

本線只於前往沙田停靠本站。

### 九龍巴士85M線
- 錦英苑 ↺ 黃大仙

本線只於前往馬鞍山停靠本站。

## 途經路線資料（專線小巴）

### 九龍區專線小巴19線
- 新蒲崗（彝倫街） ↔ 蒲崗村道／沙田坳邨

### 九龍區專線小巴19A線
- 宏景花園 ↺ 鑽石山站

## 車坑分佈
| 車坑分佈（以入口最右邊起計） | 車坑分佈（以入口最右邊起計） | 車坑分佈（以入口最右邊起計） |
| 車坑編號                     | 車坑數目                     | 路線                         |
| ---------------------------- | ---------------------------- | ---------------------------- |
| 1                            | 雙坑                         | 九巴92線                     |
| 2                            | 單坑                         | 九巴74B、74X、75X線          |
| 3                            | 單坑                         | 九龍巴士91M、91P線           |
| 4                            | 單坑                         | 九龍巴士96R、272S線          |
| 5                            | 單坑                         | 九龍巴士91、91A線            |
| 6                            | 單坑                         | 九龍巴士11線                 |
| 7                            | 單坑                         | 過海隧道巴士671線            |
| 8                            | 雙坑                         | 九龍巴士82X、84M、85M線      |